# 景山二郎
景山 二郎（かげやま じろう、1916年〈大正5年〉1月13日 - 1999年〈平成11年〉6月26日）は、日本の警察官僚、剣道家。景山民夫の父。

## 経歴
広島県三次市で生まれ、小学生の時に祖母の実家である広島市内の景山家の養子となる。旧制武蔵高等学校を経て東京帝国大学法学部を卒業。内務省に入省する。
1942年に警部補を拝命し、原爆投下時には徳島県で警察官をしていた。特高に席を置いていたため、敗戦後公職追放となる。
警視庁神田警察署長、刑事部鑑識課長、総務課長、第五方面部長、第一方面部長を務め、山梨県警察、秋田県警察、熊本県警察、埼玉県警察、神奈川県警察の各本部長を歴任。関東管区警察局長を最後に退官した。
退官後、フジタ道路株式会社副社長、社長、会長、相談役を歴任。勲三等旭日中綬章を受章した。墓所は多磨霊園。

## 剣道
学生時代から剣道を修練し、大日本武徳会の各地支部の理事、東京都剣道連盟会長、全日本剣道連盟会長を歴任した。1955年（昭和30年）、警視庁柔剣道段別試合五段の部において優勝した。

## 親族
妻は福島県知事、岡山県知事、衆議院議員などを歴任した橋本清吉の娘。息子は作家の景山民夫。民夫は二郎が死去する前年に50歳で事故死した。